# Выришальный
Тре́тий Реша́ющий либо Выриша́льный, первоначально Реша́ющий (укр. Вирішальний) — поселок,
Змиёвский городской совет,
Змиёвский район,
Харьковская область, Украина.
Код КОАТУУ — 6321710101. Население по переписи 2001 года составляет 747 (339/408 м/ж) человек.

## Географическое положение
Посёлок находится в 4-х км от реки Мжа (левый берег), с запада примыкает к посёлку Бутовка, с востока - к селу Левковка и с севера - к городу Змиёву.
Через посёлок проходит автомобильная дорога Т-2105 (Змиевское шоссе Харьков-Змиёв).
Возле посёлка небольшие лесные массивы (сосна).
Рядом с посёлком проходит железная дорога; ближайшие станции Змиёв (1,5 км) и Платформа 27 км (Левковка) (2,5 км).

## История и происхождение названия
Украинское Вирішальний переводится как Решающий.
Совхоз был основан в 1920-х годах. На карте РККА 1941 года между Левковкой и Бутовкой показан сам совхоз и его большой фруктовый сад.
Посёлок был назван по названию совхоза имени Третьего решающего [года Великой Отечественной войны] (сокращенно: Третий решающий, или по-украински: Третій вирішальний).
17 августа 1943 года (на третий год продолжавшейся ВОВ) город Змиёв и близлежащий колхоз имени Шевченко, организованный в 1929 году, были освобождены от немецкой оккупации.
Сразу после освобождения по инициативе партийной и комсомольской организации колхоза имени Шевченко, насчитывавшей 24 комсомольца, в 1943 году колхоз стал совхозом и посёлком, называемым по-русски «Третий Решающий».
В совхозе выпускались агитационные листки «Сигнал» и «Слава».
В период отсутствия крупного рогатого скота (уничтоженного немцами во время оккупации) в совхозе строили кролиководческие фермы и разводили кроликов.
Уже в 1944 году совхоз перевыполнил план хлебосдачи государству и оказывал шефскую помощь соседнему змиевскому колхозу имени Первого Мая.
В начале 1950-х годов колхоз имени Первого Мая вошёл в состав совхоза «Третий решающий».
В 1966 году работал совхоз «Третий Решающий», центральная усадьба которого находилась здесь; он имел 7 000 гектаров земельных угодий. В селе Зидьки было Зидько́вское отделение данного совхоза.
В 1976 году совхоз существовал под украинизированным названием «Третий выришальный».
В 1993 году в селе действовали библиотека, детский сад, медпункт, мастерские, овощехранилище, стройцех, склад сельхозтехники, продсклад, столовая и совхоз «Третий Решающий».
В 1992-1993 годах село официально называется Третий Решающий.

## История
- нач. XX века — дата основания.

## Экономика
- Молочно-товарная ферма (МТФ).
- Тепличное хозяйство.